# Romstjärnen (Norbergs socken, Västmanland)
Romstjärnen är en sjö i Norbergs kommun i Västmanland och ingår i Norrströms huvudavrinningsområde.